# Đại Hiệp
Đại Hiệp is een xã in het district Đại Lộc, een van de districten in de Vietnamese provincie Quảng Nam.
Een belangrijke verkeersader is de Quốc Lộ 14b. Đại Hiệp ligt op de noordelijke oever van de Vu Gia en de westelijke oever van de Yên. De Yên vormt de grens met xã Điện Tiến in huyện Điện Bàn.